# Fairlawn (Virginia)
Fairlawn es un lugar designado por el censo situado en el condado de Pulaski, Virginia  (Estados Unidos). Según el censo de 2010 tenía una población de 2.367 habitantes.

## Demografía
Según el censo de 2010, Fairlawn tenía una población en la que el 94,6% eran blancos; el 2,8% afroamericanos; el 0,2% eran indios americanos y nativos de Alaska; el 1,3% eran asiáticos; el 0,1% hawaianos y otros isleños del Pacífico; el 0,3% de otra raza, y el 0,8% a partir de dos o más razas. El 1,1% del total de la población eran hispanos o latinos de cualquier raza.